# نزهة بدر
نزهة بدر (مواليد سنة 1960) هي ممثلة مغربية، شاركت في العديد من الأعمال المسرحية والتلفزيونية.

## مسيرتها
بدأت عالم الفن كموسيقية، بعد ولوجها المعهد الوطني للموسيقى سنة 1975، حيث اختارت الطرب على آلة العود، وتعلمت الصولفيج والطرب الأندلسي مع فرقة الطرب الأندلسي. قبل أن تلتحق بالمعهد البلدي بالدار البيضاء، لتتلقى دروسا في المسرح على يد الفنان صلاح الدين بنموسى، إلى جانب سلوى الجوهري، وخاتمة العلوي. لكن زواجها، أبعدها عن الميدان لمدة ست سنوات.
حبها للتمثيل، جعلها أكثر حماسا، لتنجرف إلى خشبة المسرح، متخلية عن الغناء، لصعوبته، ولضرورة توفر شركات الإنتاج الداعمة للفنان، وكتاب الكلمات، فكان أول ظهور لبدر على خشبة المسرح، رفقة الفنان الطيب الصديقي، من خلال مسرحية "نحن"، التي شملت نجوم المسرح المغربي من الرباط، ومراكش، والدارالبيضاء، على رأسهم محمد حسن الجندي، وثريا جبران، ونعيمة المشرقي، وخديجة أسد.
كما شاركت في أعمال مسرحية أخرى ( كوسطا يا وطن، ريح لبلاد، خروب بلادي، الكونطراداة، ...). كما شاركت في العشرات من المسلسلات التلفزيونية إلى جانب عدد من الفنانين المغاربة (خمس وخميس، ستة من ستين، العين والمطفية، الدار الكبيرة، من دار لدار، ...)، ولعبت أدوار في أفلام تلفزونية (الوجه الآخر، 24 ساعة في القطار، المطمورة، ...)، كما مثلت في عدة سلسلات وأفلام سينمائية (أيام من حياة عادية، نساء ونساء، جوهرة بنت الحبس، ...). 

## أعمالها

### مسلسلات
- 1996: الدار الكبيرة
- من دار لدار
- 2002: العين والمطفية
- 2019:مسلسل الماضي لا يموت

### أفلام
- 1991: أيام من حياة عادية
- 1997: نساء... ونساء
- 2002: محاكمة امرأة
- 2002: سعيدة
- 2003: جوهرة بنت الحبس
- 2003: الدار البيضاء باي نايت
- الوجه الآخر
- 2004:  ليالي بيضاء
- 2005: الطيور على أشكالها تقع
- 2006: سالم وسويلم
- 2006: السمفونية المغربية
- 2007: سميرة في الضيعة
- 2009: المطمورة
- 2009: نامبر وان
- 2011: الحاج عيبود
- 2011: بنت الشيخة
- 2014: راجل حليمة

## روابط خارجية
- نزهة بدر على موقع IMDb (الإنجليزية)
- نزهة بدر على موقع قاعدة بيانات الأفلام العربية
- نزهة بدر على موقع ألو سيني (الفرنسية)